# Eden (2012)
Eden (Abduction of Eden) é um filme estadunidense de 2012, do gênero drama criminal, que fala sobre tráfico de pessoas. Foi dirigido por Megan Griffiths, que teve como roteirista Richard B. Phillips e é estrelado por Jamie Chung, Matt O'Leary e Beau Bridges. O filme foi produzido por Colin Harper Plank e Jacob Mosler pela produtora Centripetal Films de Plank. Foi inspirado na história de Chong Kim, que afirma ter sido sequestrada e vendida para uma rede de tráfico humano doméstico em meados da década de 1990. Teve sua estreia mundial no festival South by Southwest de 2012.

## Elenco
- Jamie Chung como Eden
- Matt O'Leary como Vaughan
- Beau Bridges como Bob Gault
- Scott Mechlowicz como Jesse
- Jeanine Monterroza como Priscilla
- Tantoo Cardinal como enfermeira
- Naama Kates como Svetlana

## Recepção da crítica
No site agregador de críticas Rotten Tomatoes, 85% das 40 resenhas dos críticos são positivas, com uma classificação média de 6,4/10.

## Prêmios e indicações
O filme estreou no festival de cinema South by Southwest de 2012, onde conquistou o Prêmio do Público de Melhor Filme em Longa-Metragem Narrativa, Reconhecimento Especial do Júri de Melhor Atriz, Jamie Chung, e o prêmio de Diretora Narrativa Emergente, Megan Griffiths.
Ganhou também o Prêmio Golden Space Needle de Melhor Atriz, Jamie Chung e o Prêmio Lena Sharpe de Persistência de Visão; Prêmio Seattle Reel NW no Festival Internacional de Cinema de Seattle de 2012.
Ganhou também o Prêmio do Público de Melhor Filme no Festival de Cinema Asiático de San Diego de 2012.